# Триптон
Триптон — набор пептидов, получаемый гидролизом казеина протеазой трипсином.
Триптон широко используют в микробиологии для приготовления среды LB и выращивания E. coli , а также других микроорганизмов. Триптон содержит набор аминокислот, необходимых для роста бактерий. 